# Phong trào năm 1968 ở Pakistan
Phong trào năm 1968 ở Pakistan là một phần trong cuộc biểu tình chống lại chế độ độc tài của tướng Ayub Khan do giới sinh viên và công nhân lãnh đạo, thu hút tất cả dân chúng từ đủ mọi ngành nghề trong xã hội lúc đó. Cuộc biểu tình diễn ra từ đầu tháng 11 năm 1968 cho đến cuối tháng 3 năm 1969, có khoảng 10 đến 15 triệu người tham gia. Phong trào này đã khiến cả chế độ Ayub Khan sụp đổ.

## Bối cảnh
Kể từ khi Pakistan hình thành vào năm 1947, quốc gia này vẫn được quản lý theo thể chế quan liêu. Năm 1958, quân đội giành chính quyền thông qua một cuộc đảo chính do Ayub Khan lãnh đạo. Dưới thời Ayub Khan cầm quyền, nền kinh tế của đất nước này tăng trưởng với tốc độ trung bình hàng năm hơn 5%. Tuy vậy, do bất bình đẳng về thu nhập, Pakistan đã trở thành một quốc gia cực giàu và cực nghèo. Các chính sách của Ayub Khan nuôi dưỡng giai cấp tư bản sở hữu tài sản tích lũy, nhưng lại áp bức dân thường với mức độ nghèo đói ngày càng tăng về vật chất, cũng như sự nghèo nàn về mặt trí tuệ do chính quyền kiểm duyệt nghiêm ngặt về mặt chính trị và văn hóa.
Ngày 21 tháng 4 năm 1968, Tiến sĩ Mahbub ul Haq, Tổng trưởng Kinh tế lúc bấy giờ thuộc Ủy ban Kế hoạch, đã xác định 22 gia đình giàu nhất Pakistan kiểm soát 66% ngành công nghiệp và sở hữu 87% cổ phần trong ngành ngân hàng và bảo hiểm của nước này. Tương tự như vậy, chế độ Ayub đã thực hiện phiên bản cải cách ruộng đất riêng biệt, theo đó nhà nước đề ra giới hạn được áp dụng đối với việc nắm giữ đất đai. Thế nhưng cuộc cải cách này vấp phải thất bại thảm hại, và hơn 6.000 chủ đất đã vượt quá mức trần xác định của ông, sở hữu tới 7,5 triệu mẫu đất.  Thu nhập trung bình ở Tây Pakistan chỉ là 35 bảng Anh mỗi năm; ở Đông Pakistan, con số này thấp hơn ở mức 15 bảng Anh.
Năm 1965, Pakistan tiến hành tổ chức cuộc bầu cử tổng thống. Cuộc bầu cử này không dựa trên lá phiếu của người trưởng thành mà chỉ dựa trên dân chủ cơ bản. Vài nghìn người được gọi là đại biểu dân cử của các cơ quan địa phương đã bầu chọn tổng thống. Có nhiều suy đoán về vụ can thiệp bầu cử cũng dẫn đến sự phản đối của phe đối lập. Cùng năm đó, Pakistan quyết định gây chiến với Ấn Độ. Chi phí chiến tranh đã chấm dứt tăng trưởng kinh tế và khiến chi tiêu quốc phòng tăng mạnh. Tăng trưởng đầu tư tư nhân ở Pakistan giảm 20% trong những năm tiếp theo.

## Diễn biến
Vào những tháng đầu năm 1968, Ayub Khan kỷ niệm sự kiện được gọi là "Thập kỷ Phát triển", làm người dân phẫn nộ tạo nên cơn kích động. Nhằm đối phó với "Thập kỷ Phát triển" vào hạ tuần tháng 10 năm 1968, Liên đoàn Sinh viên Quốc gia (liên kết với phe theo chủ nghĩa Mao của Đảng Cộng sản Tây Pakistan) bắt đầu tuần lễ yêu sách và khởi đầu cuộc vận động phản đối hòng vạch trần cái gọi là sự "phát triển". Tuần lễ này bắt đầu vào ngày 7 tháng 10 năm 1968 và cuộc biểu tình đầu tiên diễn ra trước mặt hội đồng giáo dục trung học tại Karachi. Phong trào lan rộng ra khắp đất nước là khi bước vào cuối tháng 11, có một nhóm sinh viên quê ở Rawalpindi từ Landi Kotal đang trên đường trở về nhà mình thì bị chặn lại tại trạm kiểm soát hải quan nằm gần Attock. Họ bị đám viên chức hải quan hành xử với thái độ hung bạo. Khi quay trở lại Rawalpindi, cả nhóm bèn tổ chức một cuộc biểu tình phản đối việc cảnh sát hành xử trái ngược vô nguyên tắc. Các cuộc biểu tình đã tăng lên đến mức đáng kể, khiến cảnh sát phải cố gắng dẹp bỏ và dùng súng trấn áp đám đông tham gia biểu tình. Một sinh viên của Trường Đại học Bách khoa Rawalpindi là Abdul Hameed đã bị bắn chết. Hiện tại, đám đông dân chúng phẫn nộ đã phản đối việc tăng giá đường; cái chết của Hameed chỉ làm dấy lên sự tham gia biểu tình của toàn xã hội và người lao động. Nhà văn nổi tiếng Tariq Ali thuật lại sự việc bằng những lời sau đây;
Chẳng có bất kỳ hành động khiêu khích nào, đội cảnh sát được trang bị đầy đủ súng trường, dùi cui và bom hơi cay, đã nổ súng. Một viên đạn bắn trúng sinh viên năm nhất mười bảy tuổi tên Abdul Hamid khiến anh ta chết ngay tại chỗ. Quá phẫn nộ, nhóm sinh viên quyết chống trả bằng gạch và đá lát vỉa hè, gây thương vong cho cả hai bên.
 Đến tháng 2 và tháng 3 năm 1968, một làn sóng bãi công nổ ra trong nước. Ngày 13 tháng 2, lần đầu tiên sau mười năm, lá cờ đỏ được kéo lên ở Lahore, khi hơn 25.000 công nhân đường sắt diễu hành dọc theo đường phố chính và hô vang: "Đoàn kết với nhân dân Trung Quốc: Tiêu diệt chủ nghĩa tư bản". Tuy vậy, chẳng có đảng Mác-xít quần chúng nào dám đứng lên nắm quyền lãnh đạo phong trào này. Tại khu công nghiệp Faisalabad, chính quyền khu vực đã phải xin phép một lãnh đạo lao động địa phương tên là Mukhtar Rana cho phép cung cấp hàng hóa bằng xe tải. Mọi sự kiểm duyệt đều thất bại. Những chuyến xe lửa mang thông điệp cách mạng đến với cả nước. Công nhân đã phát minh ra các phương pháp liên lạc mới. Chính quá trình công nghiệp hóa, bóc lột và áp bức mở rộng khoảng cách giàu nghèo đã dẫn đến sự thay đổi này. Trong một cuộc phỏng vấn cho cuốn sách Câu chuyện khác của Pakistan-Cách mạng 1968–1969, Munnu Bhai đã tiết lộ một số giai thoại về cuộc nổi dậy này. "Tại một cuộc mít tinh ở Ichra, Lahore, thủ lĩnh Jamaat-e-Islami là Maulana Maudoodi một tay cầm miếng bánh mì và tay kia cầm cuốn Kinh Koran. Ông ấy hỏi đám đông, 'Các bạn muốn roti (bánh mì) hay Kinh Koran? ' Mọi người đều trả lời: 'Chúng tôi có Kinh Koran trong nhà nhưng chúng tôi không có bánh mì nào cả'."

Theo lời tường thuật điện tín về các sự kiện trong những ngày đó trong cuốn sách của Mubashar Hasan có tựa đề Cuộc khủng hoảng ở Pakistan và giải pháp đề ra.
"Trong phong trào này, tổng cộng 239 người đã thiệt mạng, 196 người ở Đông Pakistan và 43 người ở Tây Pakistan. Theo thông tin chi tiết, cảnh sát đã bắn chết 41 người ở Tây Pakistan và 88 người ở Đông Pakistan. Hầu hết trong số họ là sinh viên. Ở Đông Pakistan, nhóm người này bao gồm Asad, Matiur, Anwar, Rostom, Tiến sĩ Shamsuzzoha và Trung sĩ Zahrul Huq".
Đến đầu năm 1969, các cấp ủy ban và tổ chức nông dân ở nông thôn cả nước đều tham gia vào phong trào này. Tháng 3 năm 1969, một nhóm quân nhân cấp cao khuyên Ayub nên từ chức vì lo ngại nổ ra cuộc nội chiến toàn diện ở Đông Pakistan và tình trạng vô chính phủ về mặt xã hội và chính trị ở cánh phía tây của đất nước. Ngay cả Ayub Khan cũng thừa nhận phong trào đã làm tê liệt hoạt động của nhà nước và xã hội như thế nào.
"Giới lao động dân sự ở các bến tàu tại Karachi đã đình công và ngừng việc. Rất khó bốc dỡ tàu. Có trường hợp một con tàu đành trở về tay không vì chẳng thể nào chất đầy bông lên tàu được. Bhashani đã ở Karachi và những nơi khác đang lan truyền sự bất mãn. Người ta phỏng đoán rằng tình hình có thể sẽ xấu đi".

## Hậu quả
Ngày 25 tháng 3, Ayub Khan từ chức Tổng thống Pakistan và tuyên bố sẽ chuyển giao chính quyền của đất nước này lại cho Tổng Tham mưu trưởng Lục quân là Tướng Yahya Khan. Hai ngày sau, ông nêu rõ lý do từ chức trong lá thư gửi Tướng Yahya Khan bằng những lời như sau;
Tôi không còn lựa chọn nào khác ngoài việc lùi sang một bên và giao lại cho Lực lượng Phòng vệ Pakistan hiện nay là đại diện cho công cụ hợp pháp và hiệu quả duy nhất, lên nắm toàn quyền kiểm soát đất nước. Họ nhờ ân điển của Chúa đứng vào vị trí nhằm giải quyết tình hình và cứu đất nước khỏi sự hỗn loạn và hủy diệt hoàn toàn. Một mình họ có thể khôi phục lại sự tỉnh táo và đưa đất nước trở lại con đường tiến bộ một cách dân sự và hợp hiến.
Cục Cảnh sát Pakistan đã không thể kiểm soát nổi tình hình và tình trạng luật pháp và trật tự bắt đầu trở nên tồi tệ hơn ở nước này, đặc biệt là tại miền Đông vốn là nơi dập tắt cuộc nổi dậy và bạo loạn nghiêm trọng vào năm 1969. Vụ việc trở nên trầm trọng đến nỗi có thời điểm, Bộ trưởng Quốc phòng và Nội vụ Phó Đô đốc Rahman nói với cánh nhà báo rằng "đất nước đang nằm dưới sự thống trị của đám đông và cảnh sát không đủ mạnh để giải quyết tình hình". Trong cuộc tổng tuyển cử Pakistan năm 1970, AL giành được 98% số ghế hội đồng cấp tỉnh và quốc gia được phân bổ ở Đông Pakistan, trong khi ở Tây Pakistan, PPP chiếm lĩnh hầu hết số phiếu bầu ở hai tỉnh lớn nhất trong khu vực là Punjab và Sindh. NAP hoạt động khá tốt ở NWFP và Balochistan trước đây. Hầu hết các "đảng phái giữ hiện trạng" (chẳng hạn như nhiều phe cánh thuộc Liên minh Hồi giáo) và mọi đơn vị vũ trang tôn giáo (ngoại trừ Jamiat Ulema Islam) đều bị tổn thất nhiều hơn.